# Evangelische Kirche Opherdicke

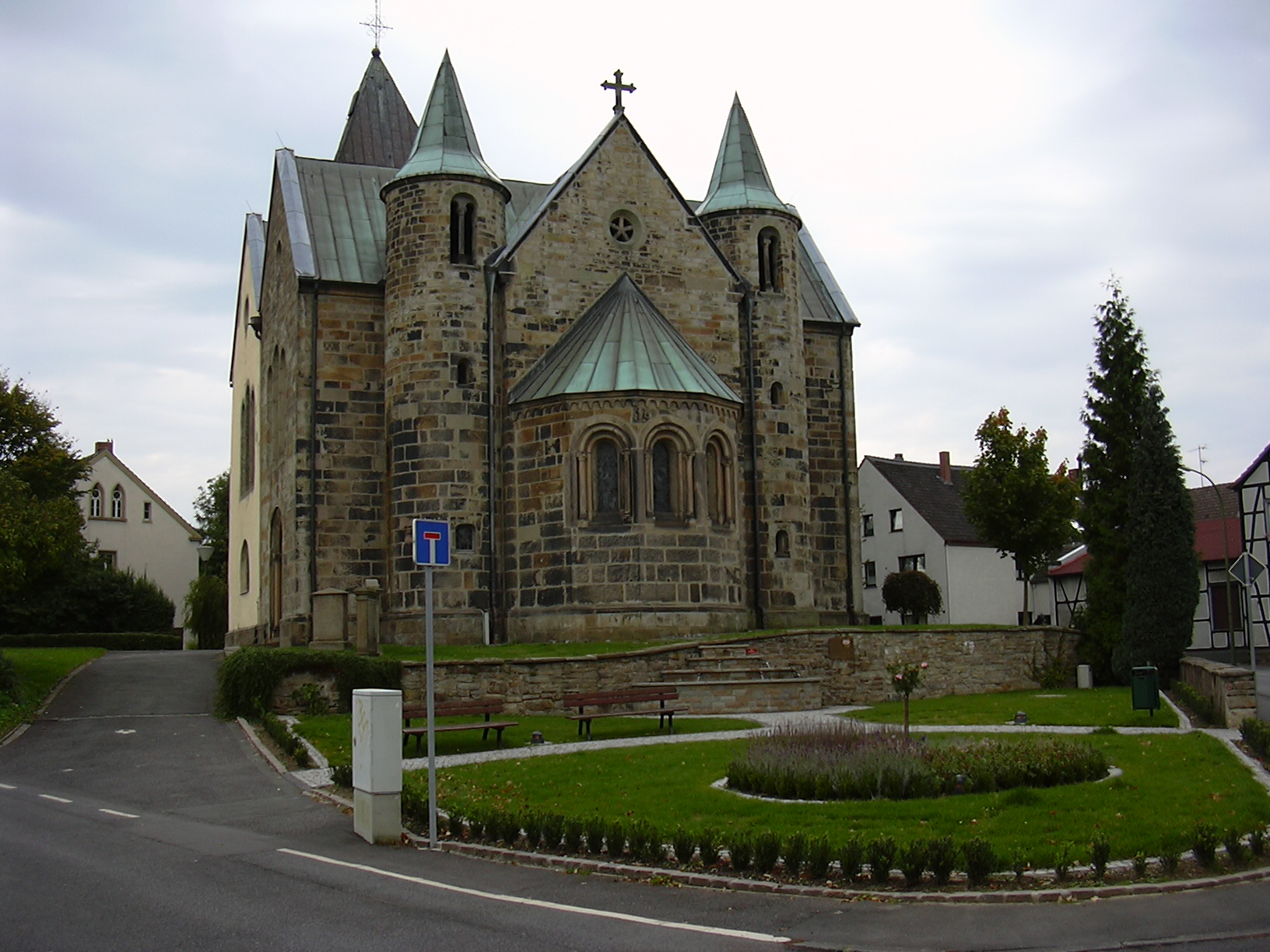
Evangelische Kirche

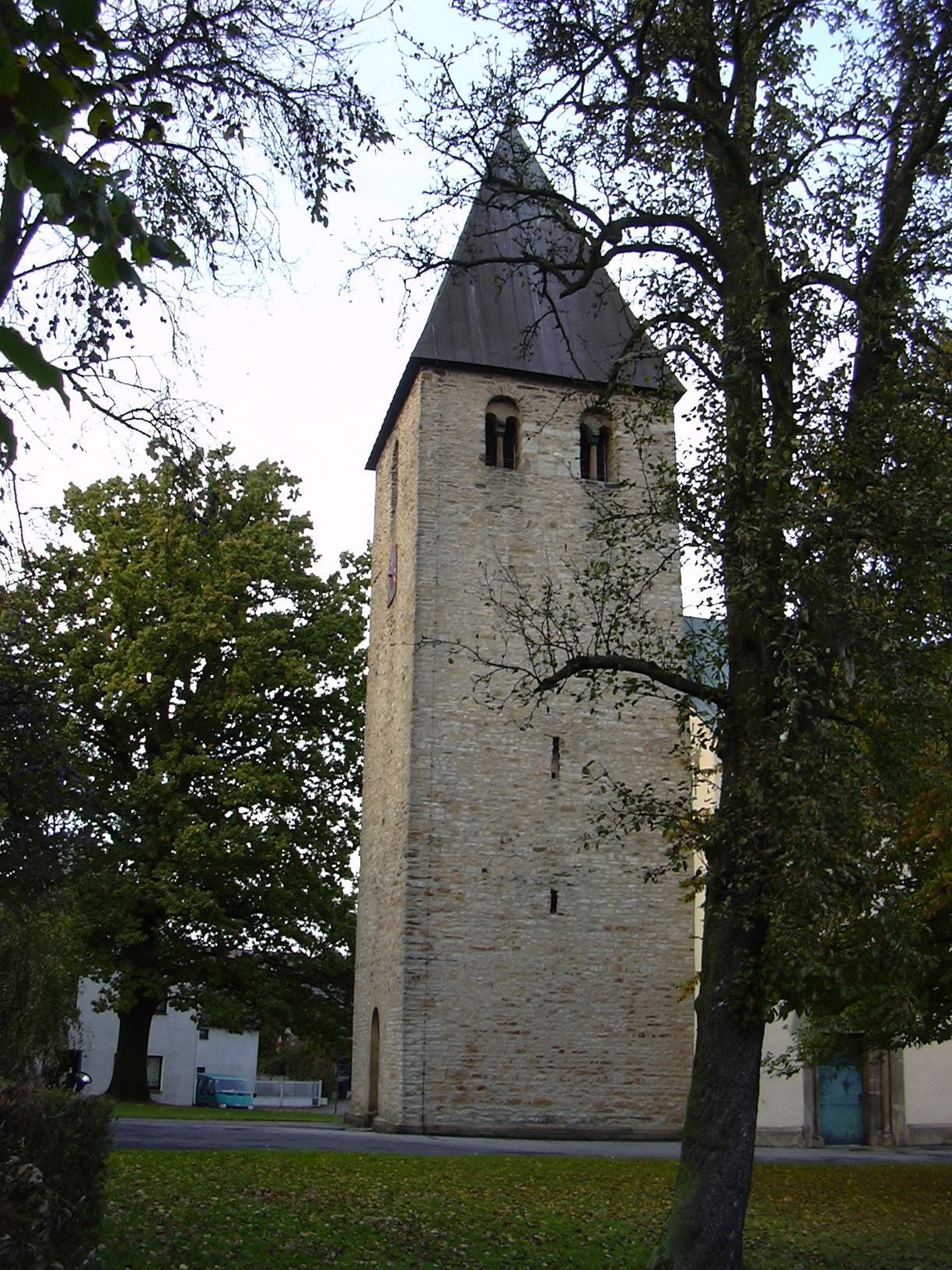
Turmansicht

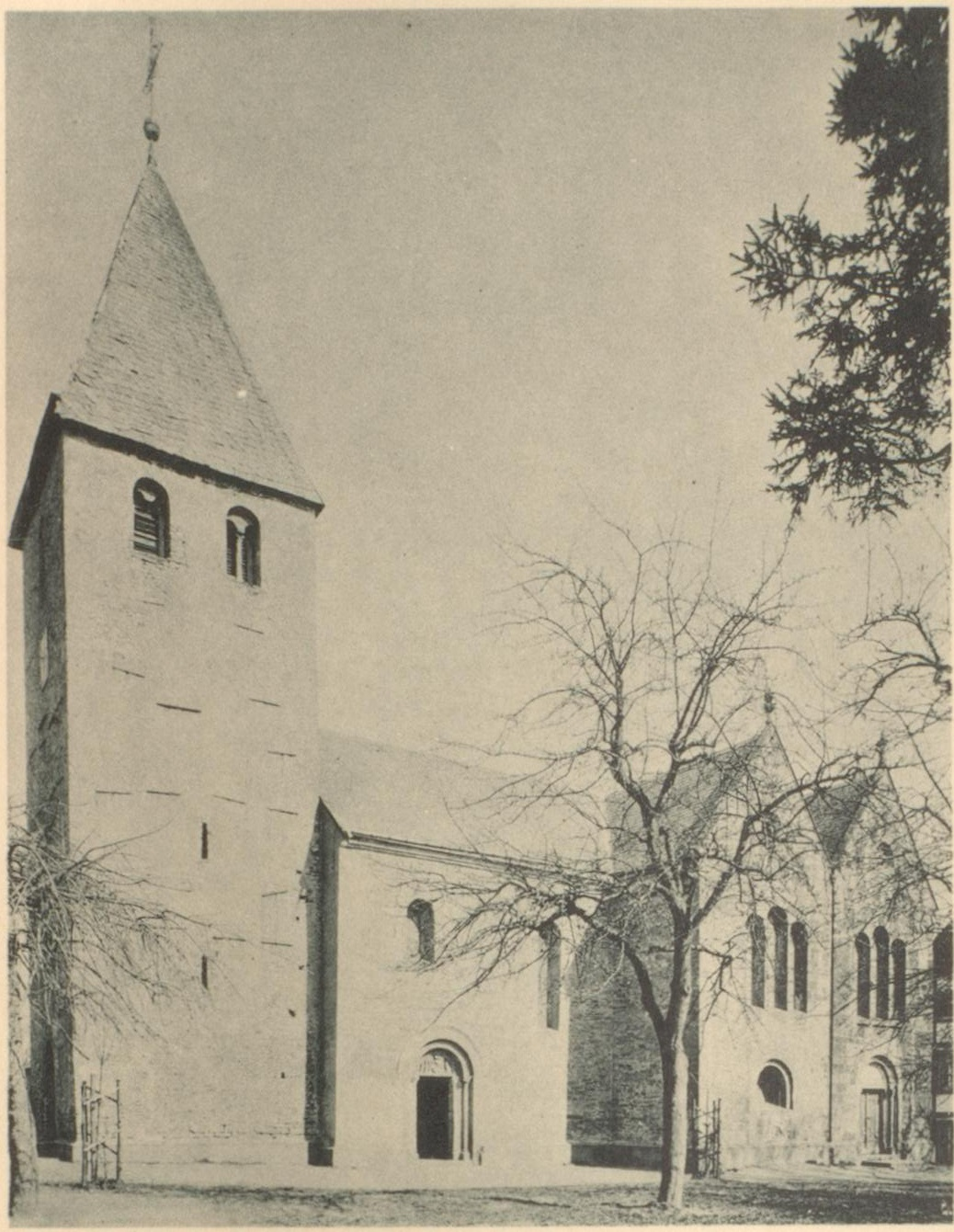
Die Evangelische Kirche in Opherdicke von der Süd-Westseite aus gesehen.

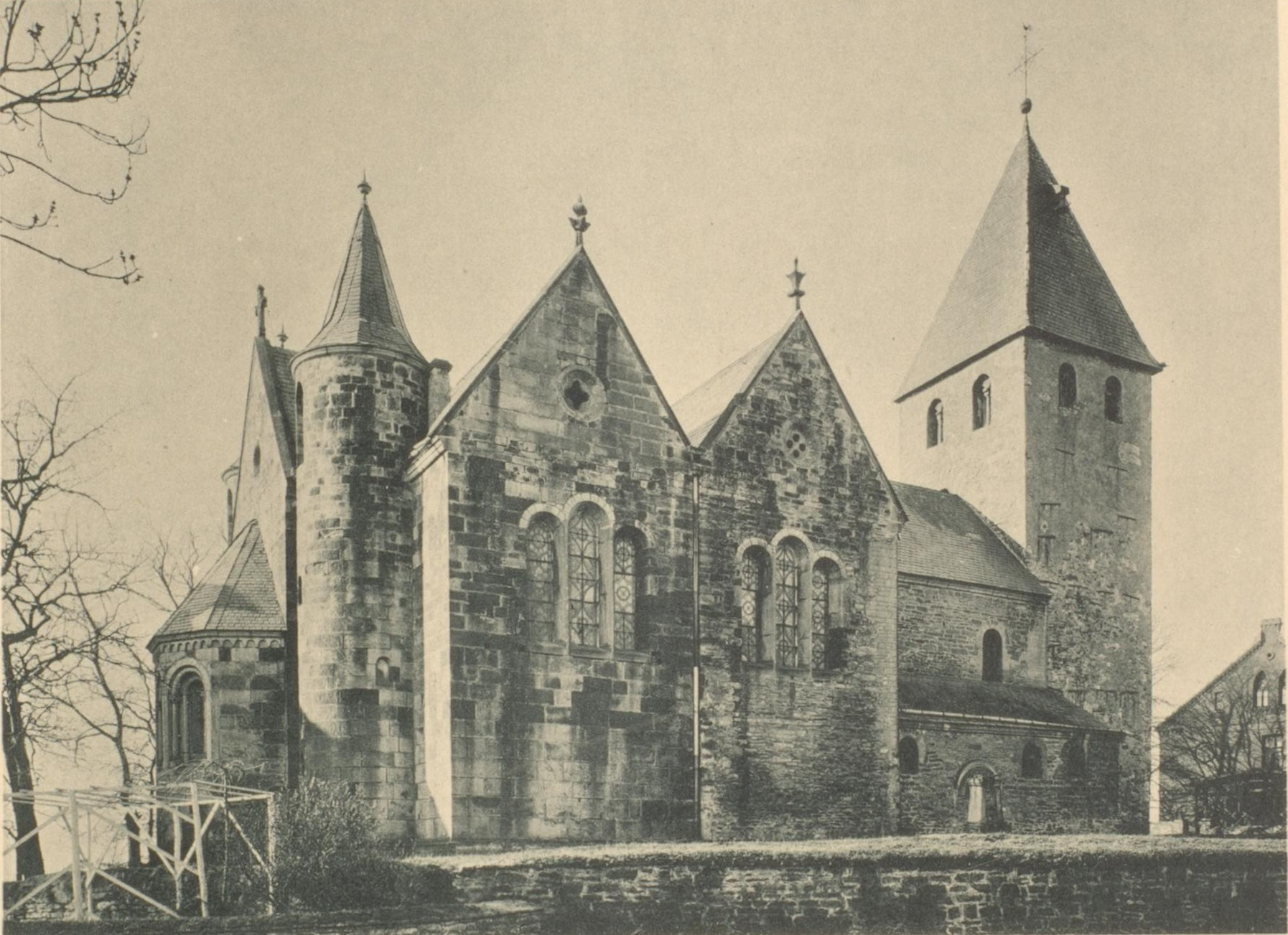
Die Evangelische Kirche in Opherdicke von der Nord-Ostseite aus gesehen.

Die evangelische Kirche ist ein denkmalgeschütztes Kirchengebäude an der Unnaer Straße 70 in Opherdicke, einem Ortsteil von Holzwickede im Kreis Unna (Nordrhein-Westfalen).

## Geschichte und Architektur

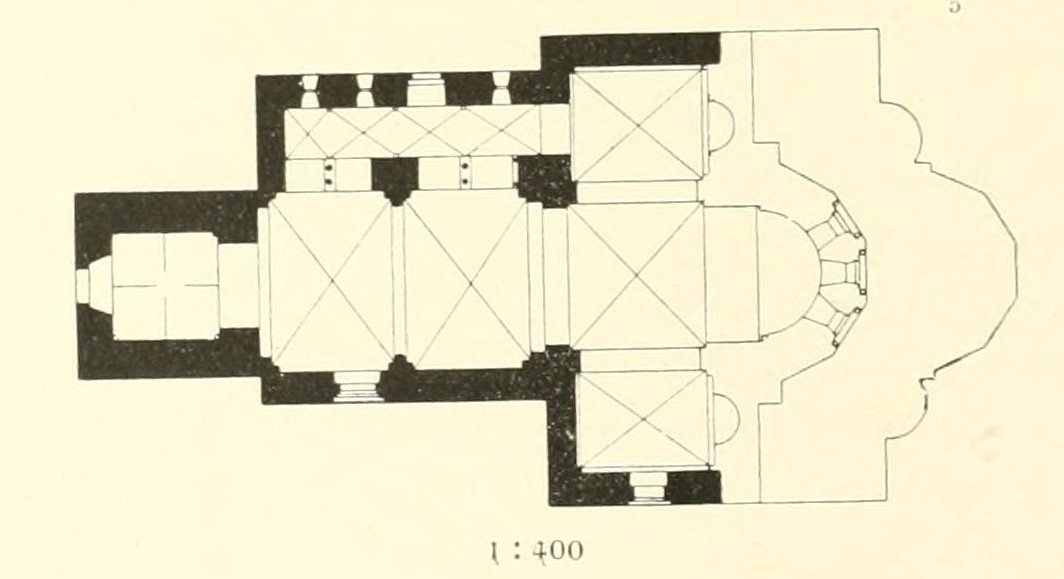
Grundriss mit Einzeichnung des Baues vor der Erweiterung

Die Evangelische Kirche in Opherdicke wurde von 1120 bis 1150 im Stil der Romanik aus Anröchter Grünsandstein erbaut und dem hl. Stephanus geweiht. Die romanische Querhausbasilika mit einem Seitenschiff im Norden und einem möglicherweise älteren Westturm, wurde von 1868 bis 1870 durch den Bauinspektor H. Hartmann um ein weiteres Querhausjoch mit Vorjoch, einer Polygonalapsis und kurzen, runden Chorflankentürmen erweitert. Von 1982 bis 1984 wurde das Gebäude umfangreich saniert. Die romanischen Bauteile sind aus kleinteiligen Bruchsteinen gemauert, Lang- und Querhaus sind verputzt. Die Klangarkaden des Turmes sind über Mittelsäulen mit Würfelkapitellen zweigeteilt. Darunter befinden sich an jeder Seite zwei weitere vermauerte Rundbogenöffnungen. Das Tympanonrelief des Südportales, mit einer Darstellung der Anbetung der Könige, ist stark verwittert. Die Säulchen und Kapitelle wurden im 19. Jahrhundert erneuert. Das Westportal ist schlicht gehalten. Der neuromanische Ostteil ist gequadert, die alten und neuen Querhausstirnen wurden von 1868 bis 1870, durch gestaffelte Dreifenstergruppen, einander angeglichen. 
Die Westjoche im Innenraum sind über gestuften Pfeilern im gebundenen System gratgewölbt. Das Mittelschiffgewölbe wurde 1842 erneuert. Der Mittelpfeiler wird von Dreiviertelsäulen begleitet, die Seitenschiffarkaden ruhen auf gekuppelten Säulen. Die Kapitelle sind mit vegetabilen Ornamenten und Maskenköpfchen verziert. Im östlichen Hallenraum von 1870 ruht das Gewölbe auf quadratischen Pfeilern mit Säulenvorlagen. Reste des ehemaligen Apsisbogens sind erhalten. In den Turmraum wurde im 13. Jahrhundert ein gebautes Gewölbe auf angespitzten Schildbögen eingezogen.

## Ausstattung
- Die Sakramentsnische mit einem schmalen Baldachinaufsatz und Skulpturenpodesten ist vom Ende des 15. Jahrhunderts.
- Die hölzerne Figur des hl. Jakobus major wurde in der zweiten Hälfte des 15. Jahrhunderts geschnitzt.
- Der Kanzelkorb mit gedrehten Säulchen und Evangelistenfiguren aus Holz ist eine Arbeit vom Ende des 17. Jahrhunderts.
- Außen am Chor befinden sich drei Grabsteine vom frühen 19. Jahrhundert.
- Die drei Eisenhartgussglocken erklingen in e′, fis′ und gis′. Sie wurden 1925 bei Schilling & Lattermann in Apolda gegossen und läuten an verkröpften Stahljochen, was den Klang erheblich schmälert.